# Grand Prix Hassan II 2007 - Qualificazioni singolare
Le qualificazioni del singolare  del Grand Prix Hassan II 2007 sono state un torneo di tennis preliminare per accedere alla fase finale della manifestazione. I vincitori dell'ultimo turno sono entrati di diritto nel tabellone principale. In caso di ritiro di uno o più giocatori aventi diritto a questi sono subentrati i lucky loser, ossia i giocatori che hanno perso nell'ultimo turno ma che avevano una classifica più alta rispetto agli altri partecipanti che avevano comunque perso nel turno finale.
Le qualificazioni del torneo Grand Prix Hassan II  2007 prevedevano 32 partecipanti di cui 4 sono entrati nel tabellone principale.

## Teste di serie
1. Nicolas Mahut (Qualificato)
2. Santiago Giraldo (primo turno)
3. Oliver Marach (primo turno)
4. Konstantinos Economidis (primo turno)

1. Tomáš Zíb (primo turno)
2. Łukasz Kubot (primo turno)
3. Frederico Gil (Qualificato)
4. Marin Čilić (primo turno)

## Qualificati
1. Nicolas Mahut
2. Édouard Roger-Vasselin

1. Frederico Gil
2. Thierry Ascione

## Tabellone

### Legenda
| - Q = Qualificato - WC = Wild card - LL = Lucky loser | - ALT = Alternate - SE = Special Exempt - PR = Protected Ranking | - w/o = Walkover - r = Ritirato - d = Squalificato |

### Sezione 1
|  | Primo turno       | Primo turno       | Primo turno     | Primo turno | Primo turno |  |  | Secondo turno     | Secondo turno     | Secondo turno     | Secondo turno     | Secondo turno     |   |   | Ultimo turno | Ultimo turno  | Ultimo turno  | Ultimo turno | Ultimo turno |  |
|  |                   |                   |                 |             |             |  |  |                   |                   |                   |                   |                   |   |   |              |               |               |              |              |  |
|  | 1                 | Nicolas Mahut     | Nicolas Mahut   | 6           | 6           |  |  |                   |                   |                   |                   |                   |   |   |              |               |               |              |              |  |
|  |                   | Younes Rachidi    | Younes Rachidi  | 1           | 2           |  |  | 1                 | Nicolas Mahut     | 7                 | 3                 | 7                 |   |   |              |               |               |              |              |  |
|  | Adrian Ungur      | Adrian Ungur      | Adrian Ungur    | 6           | 6           |  |  |                   | Adrian Ungur      | 64                | 6                 | 63                |   |   |              |               |               |              |              |  |
|  | Mohamed Saber     | Mohamed Saber     | Mohamed Saber   | 3           | 3           |  |  |                   |                   |                   |                   |                   |   |   | 1            | Nicolas Mahut | Nicolas Mahut | 6            | 6            |  |
|  | Jesse Huta Galung | Jesse Huta Galung | 2               | 6           | 6           |  |  |                   |                   |                   | Jesse Huta Galung | Jesse Huta Galung | 2 | 4 |              |               |               |              |              |  |
|  | Alan Mackin       | Alan Mackin       | 6               | 1           | 2           |  |  | Jesse Huta Galung | Jesse Huta Galung | Jesse Huta Galung | 6                 | 6                 |   |   |              |               |               |              |              |  |
|  |                   | Bohdan Ulihrach   | Bohdan Ulihrach | 6           | 6           |  |  | Bohdan Ulihrach   | Bohdan Ulihrach   | Bohdan Ulihrach   | 3                 | 4                 |   |   |              |               |               |              |              |  |
|  | 8                 | Marin Čilić       | Marin Čilić     | 2           | 4           |  |  |                   |                   |                   |                   |                   |   |   |              |               |               |              |              |  |

### Sezione 2
|  | Primo turno                  | Primo turno                  | Primo turno                  | Primo turno | Primo turno |  |  | Secondo turno           | Secondo turno           | Secondo turno          | Secondo turno          | Secondo turno |   |   | Ultimo turno    | Ultimo turno    | Ultimo turno | Ultimo turno | Ultimo turno |  |
|  |                              |                              |                              |             |             |  |  |                         |                         |                        |                        |               |   |   |                 |                 |              |              |              |  |
|  |                              | Mounir El Aarej              | 5                            | 7           | 6           |  |  |                         |                         |                        |                        |               |   |   |                 |                 |              |              |              |  |
|  | 2                            | Santiago Giraldo             | 7                            | 63          | 4           |  |  | Mounir El Aarej         | Mounir El Aarej         | Mounir El Aarej        | 6                      | 6             |   |   |                 |                 |              |              |              |  |
|  | Lamine Ouahab                | Lamine Ouahab                | Lamine Ouahab                | 6           | 6           |  |  | Lamine Ouahab           | Lamine Ouahab           | Lamine Ouahab          | 3                      | 4             |   |   |                 |                 |              |              |              |  |
|  | Jose-Antonio Sanchez-De Luna | Jose-Antonio Sanchez-De Luna | Jose-Antonio Sanchez-De Luna | 1           | 2           |  |  |                         |                         |                        |                        |               |   |   | Mounir El Aarej | Mounir El Aarej | 5            | 6            | 4            |  |
|  | Édouard Roger-Vasselin       | Édouard Roger-Vasselin       | Édouard Roger-Vasselin       | 6           | 6           |  |  |                         |                         | Édouard Roger-Vasselin | Édouard Roger-Vasselin | 7             | 4 | 6 |                 |                 |              |              |              |  |
|  | Oleksandr Dolgopolov         | Oleksandr Dolgopolov         | Oleksandr Dolgopolov         | 4           | 4           |  |  | Édouard Roger-Vasselin  | Édouard Roger-Vasselin  | 6                      | 2                      | 6             |   |   |                 |                 |              |              |              |  |
|  |                              | Daniel Muñoz de la Nava      | Daniel Muñoz de la Nava      | 6           | 6           |  |  | Daniel Muñoz de la Nava | Daniel Muñoz de la Nava | 4                      | 6                      | 4             |   |   |                 |                 |              |              |              |  |
|  | 6                            | Łukasz Kubot                 | Łukasz Kubot                 | 4           | 4           |  |  |                         |                         |                        |                        |               |   |   |                 |                 |              |              |              |  |

### Sezione 3
|  | Primo turno       | Primo turno       | Primo turno       | Primo turno | Primo turno |  |  | Secondo turno   | Secondo turno    | Secondo turno    | Secondo turno | Secondo turno |   |   | Ultimo turno | Ultimo turno   | Ultimo turno | Ultimo turno | Ultimo turno |  |
|  |                   |                   |                   |             |             |  |  |                 |                  |                  |               |               |   |   |              |                |              |              |              |  |
|  |                   | Viktor Troicki    | Viktor Troicki    | 6           | 6           |  |  |                 |                  |                  |               |               |   |   |              |                |              |              |              |  |
|  | 3                 | Oliver Marach     | Oliver Marach     | 4           | 4           |  |  | Viktor Troicki  | Viktor Troicki   | Viktor Troicki   | 6             | 6             |   |   |              |                |              |              |              |  |
|  | Michal Mertiňák   | Michal Mertiňák   | Michal Mertiňák   | 6           | 6           |  |  | Michal Mertiňák | Michal Mertiňák  | Michal Mertiňák  | 3             | 3             |   |   |              |                |              |              |              |  |
|  | Laurent Recouderc | Laurent Recouderc | Laurent Recouderc | 4           | 3           |  |  |                 |                  |                  |               |               |   |   |              | Viktor Troicki | 6            | 4            | 4            |  |
|  | Carlos Salamanca  | Carlos Salamanca  | Carlos Salamanca  | 6           | 6           |  |  |                 |                  | 7                | Frederico Gil | 4             | 6 | 6 |              |                |              |              |              |  |
|  | Anas Fattar       | Anas Fattar       | Anas Fattar       | 3           | 1           |  |  |                 | Carlos Salamanca | Carlos Salamanca | 2             | 2             |   |   |              |                |              |              |              |  |
|  | 7                 | Frederico Gil     | Frederico Gil     | 6           | 7           |  |  | 7               | Frederico Gil    | Frederico Gil    | 6             | 6             |   |   |              |                |              |              |              |  |
|  |                   | Mehdi Ziadi       | Mehdi Ziadi       | 3           | 62          |  |  |                 |                  |                  |               |               |   |   |              |                |              |              |              |  |

### Sezione 4
|  | Primo turno          | Primo turno             | Primo turno     | Primo turno | Primo turno |  |  | Secondo turno        | Secondo turno        | Secondo turno        | Secondo turno   | Secondo turno   |   |   | Ultimo turno         | Ultimo turno         | Ultimo turno         | Ultimo turno | Ultimo turno |  |
|  |                      |                         |                 |             |             |  |  |                      |                      |                      |                 |                 |   |   |                      |                      |                      |              |              |  |
|  |                      | Bastian Knittel         | 3               | 6           | 6           |  |  |                      |                      |                      |                 |                 |   |   |                      |                      |                      |              |              |  |
|  | 4                    | Konstantinos Economidis | 6               | 2           | 2           |  |  | Bastian Knittel      | Bastian Knittel      | Bastian Knittel      | 4               | 64              |   |   |                      |                      |                      |              |              |  |
|  | Daniel Gimeno Traver | Daniel Gimeno Traver    | 6               | 2           | 6           |  |  | Daniel Gimeno Traver | Daniel Gimeno Traver | Daniel Gimeno Traver | 6               | 7               |   |   |                      |                      |                      |              |              |  |
|  | Santiago Ventura     | Santiago Ventura        | 3               | 6           | 4           |  |  |                      |                      |                      |                 |                 |   |   | Daniel Gimeno Traver | Daniel Gimeno Traver | Daniel Gimeno Traver | 3            | 2            |  |
|  | Tomas Behrend        | Tomas Behrend           | Tomas Behrend   | 7           | 7           |  |  |                      |                      | Thierry Ascione      | Thierry Ascione | Thierry Ascione | 6 | 6 |                      |                      |                      |              |              |  |
|  | Florin Mergea        | Florin Mergea           | Florin Mergea   | 64          | 5           |  |  | Tomas Behrend        | Tomas Behrend        | Tomas Behrend        | 1               | 4               |   |   |                      |                      |                      |              |              |  |
|  |                      | Thierry Ascione         | Thierry Ascione | 6           | 6           |  |  | Thierry Ascione      | Thierry Ascione      | Thierry Ascione      | 6               | 6               |   |   |                      |                      |                      |              |              |  |
|  | 5                    | Tomáš Zíb               | Tomáš Zíb       | 3           | 2           |  |  |                      |                      |                      |                 |                 |   |   |                      |                      |                      |              |              |  |